# Élisabeth-Julienne d'Erbach
Élisabeth Julienne Banér (née de Erbach; 22 janvier 1600 - 29 mai 1640), est une noble allemande, mariée au maréchal suédois Johan Banér en 1636. Elle est considérée comme ayant exercé une certaine influence sur Banér et l'armée suédoise pendant la Guerre de Trente Ans.
Elle est la fille de Georges III d'Erbach et de sa quatrième épouse, la comtesse Marie de Barby-Mühlingen.

## Biographie
A Arolsen le 2 mars 1620, Élisabeth Julienne épouse le comte Georges Louis de Löwenstein-Scharfeneck. Ils ont eu deux enfants:
- Marie Christine (Padoue, 20 novembre 1625 – Stockholm, 7 octobre 1672)[2], mariée le 1er mai 1644 à Gabriel Gabrielsson Oxenstierna, comte de Korsholm et Wasa; leur fille Christiana Juliana Oxenstierna (en) était le centre d'un grand scandale quand elle a épousé le non-noble Nikolaus Bergius à l'encontre de sa famille. Son cas a provoqué un débat sur la loi pour le mariage entre nobles et non-nobles.
- Berthold Louis (Bâle, 22 février 1628 – Bâle, Le 4 août 1628)[3].

Au cours de son premier mariage, elle a agi en tant que gardienne de Anna Margareta von Haugwitz.
Comme veuve en 1633, elle a élevé la première épouse allemande de Banér, Catherine Élisabeth von Pfuel, (ancienne dame de compagnie de Marie-Éléonore de Brandebourg). sur son lit de mort, Pfuel est dit avoir demandé aux deux de se marier à sa mort, ce qu'ils firent la même année, le 25 juillet 1636 à Werbeskans.
Elle a été décrite comme: Excellente par son sens, bonté et  capacité. Elle a été le bon ange de Banér, et le dirigea vers la clémence et le calme, là où c'était possible. L'armée l'a respectée comme une mère.
Elle est morte d'une fièvre au cours de la famine à Berlin. Johan Banér, dévasté par sa mort, a voulu abandonner son poste, mais il a été convaincu de rester. Ses restes ont été transférés avec une grande splendeur en Suède et enterrés dans la crypte de la famille Banér.